# Utxkhoz
Utxkhoz (en rus: Учхоз) és un poble (un possiólok) de l'óblast de Lípetsk, a Rússia, que el 2011 tenia 229 habitants. Pertany al districte rural d'Úsman.